# 科舍利夫
49°56′41″N 24°6′9″E / 49.94472°N 24.10250°E
科舍利夫（烏克蘭語：Кошелів），是烏克蘭西部的村莊，隸屬利維夫州的利維夫區。該村始建於1515年，面積0.46平方公里，2001年人口173，人口密度每平方公里378.7人。